# Xã White Ash, Quận Renville, Bắc Dakota
Xã White Ash (tiếng Anh: White Ash Township) là một xã thuộc quận Renville, tiểu bang Bắc Dakota, Hoa Kỳ. Năm 2010, dân số của xã này là 34 người.